# Проспект Соборності (Київ)
У Вікіпедії є статті про інші проспекти з назвою Проспект Соборності
Проспе́кт Соборності — проспект у Дніпровському районі міста Києва, житлові масиви Березняки, Соцмісто. Пролягає від Дарницької площі до мосту імені Патона.
Прилучаються набережні Русанівська та Дніпровська, вулиця Івана Миколайчука, пішохідний міст до бульвару Ігоря Шамо, вулиці Бориса Мартос, Березняківська, залізничний шляхопровід, вулиці Вифлеємська, Тампере, Григорія Чупринки і проспект Миру.

## Історія
Шлях, яким нині пролягає проспект, відомий з XVIII століття як шлях до Наводницького мосту та відповідно мав назву Наводницьке шосе. У нинішньому вигляді проспект виник у середині 50-х років XX століття вздовж автомагістралі Київ — Харків, яка разом з бульваром Миколи Міхновського і Харківським шосе складала так звану Автостраду. 
З 1959 року мав назву проспект Возз'єднання на честь подій Переяславської ради, які радянська історіографія подавала як «возз'єднання України з Росією».
Сучасна назва на честь Дня соборності України — з 2016 року.

## Установи та заклади
- Спортивна дитячо-юнацька школа олімпійського резерву № 16 (буд. № 3-а)
- Лінгвістична гімназія № 167 (буд. № 12-в)

## Галерея

Радянська анотаційна дошка, що висіла на буд. № 1
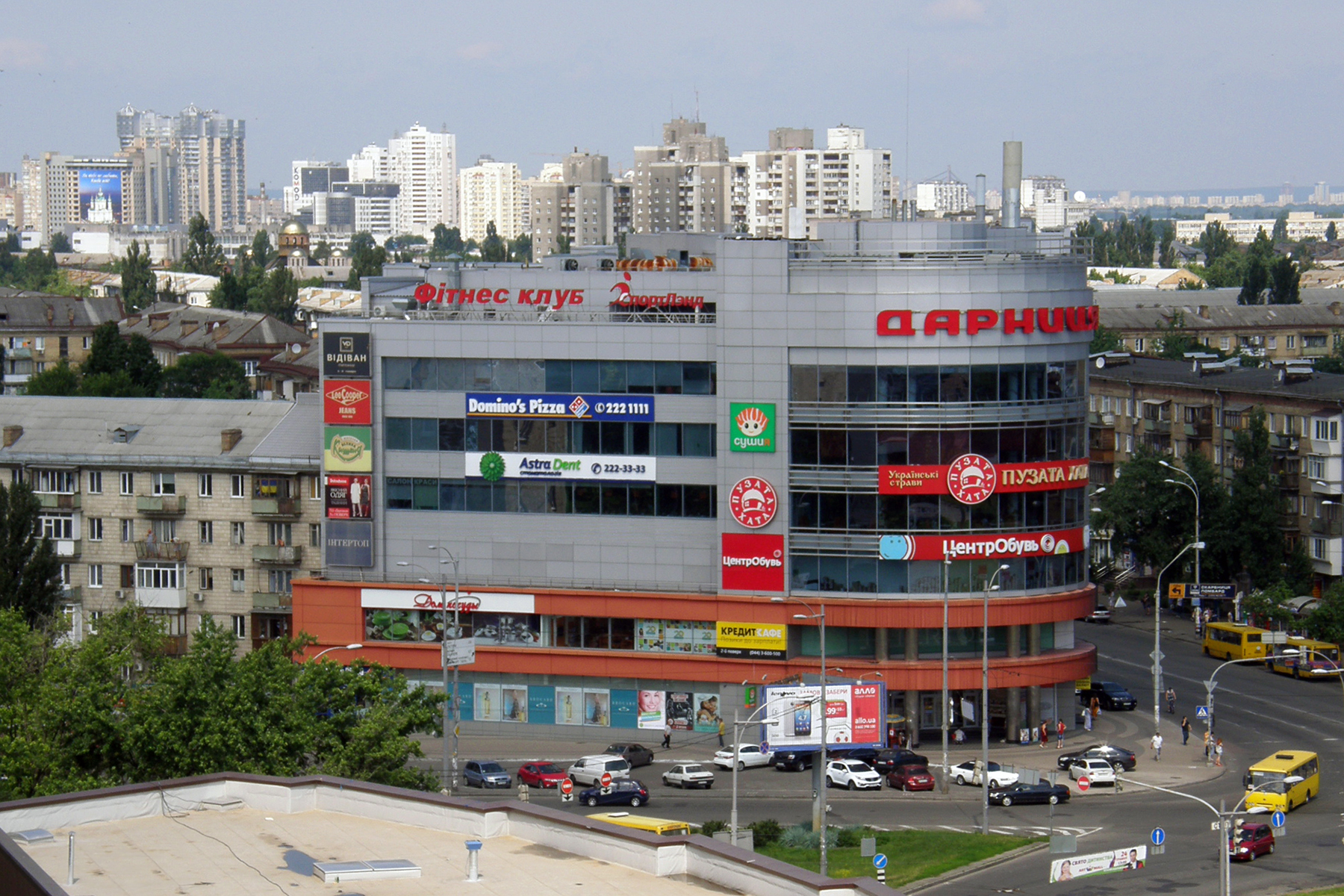
Універмаг «Дарниця» (1963—1965, 2007, проспект Миру, 1)